# 阮氏玉珠
平泰公主阮氏玉珠（越南语：／；1782年—1847年），阮朝嘉隆帝長女，生母是昭容范氏祿。
景興四十三年（1782年），阮氏玉珠出生。嘉隆七年（1808年），公主27歲，下嫁端雄郡公阮文張之子阮文玩。明命二十一年（1840年），明命帝封玉珠為平泰公主。紹治七年（1847年）秋，公主去世，享年六十六歲，諡端慧。
平泰公主育有一女。